# Relaciones España-Santa Sede

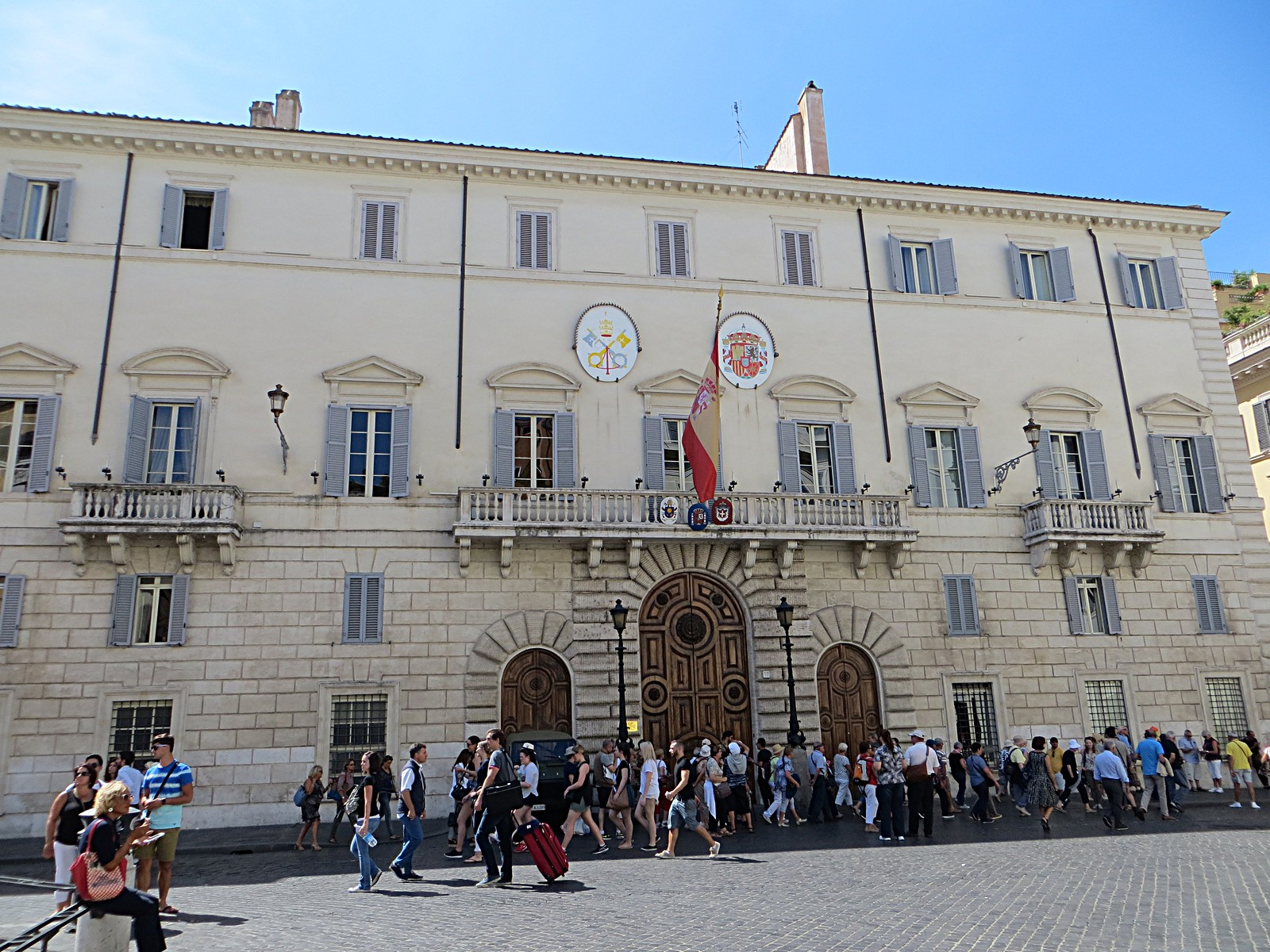
La embajada española

Las relaciones España-Santa Sede son las relaciones exteriores entre la Santa Sede y España. Ambos sujetos de derecho internacional establecieron relaciones diplomáticas en 1530.[cita requerida] La Santa Sede tiene una Nunciatura Apostólica en España, con sede en Madrid. España tiene una embajada en Roma.

## Historia
La Inquisición Española fue un Tribunal eclesiástico creado en 1478 por los Reyes Católicos Fernando II de Aragón e Isabel I de Castilla. Se tenía la intención de mantener la ortodoxia católica en sus reinos, y para reemplazar la inquisición medieval que estaba bajo el control de la Santa Sede. El nuevo órgano estaba bajo el control directo de la monarquía española. No se abolió definitivamente hasta 1834, durante el reinado de  Isabel II.
La embajada española ante la Santa Sede es, hasta la fecha, la embajada más antigua del mundo que sigue en funcionamiento.
Las relaciones con el Gobierno de José Luis Rodríguez Zapatero fueron tensas debido a la legislación gubernamental que permitió el matrimonio entre personas del mismo sexo y el apoyo político general al secularismo promocionado por él.
El gobierno valora la herencia de los republicanos españoles del siglo XX, muchos de los cuales habían sido fuertemente anticlericales, especialmente durante la guerra civil española y que en su mayoría, fueron encarcelados y/o asesinados por la dictadura franquista o se vieron obligados al exilio en países de habla hispana o en los países vecinos como son Francia y Portugal.
Esto contrasta con las administraciones españolas anteriores, muchas de los cuales habían tenido mucho interés de promover la identidad católica histórica de España, como la de Francisco Franco por ejemplo. Las relaciones también fueron buenas con José María Aznar y Mariano Rajoy.